# Acheliderma lisannae
Acheliderma lisannae är en svampdjursart som beskrevs av van Soest, Zea och Kielman 1994. Acheliderma lisannae ingår i släktet Acheliderma och familjen Acarnidae.
Artens utbredningsområde är havet utanför Colombia. Inga underarter finns listade i Catalogue of Life.